# 蕭鏘
蕭 鏘（しょう しょう、469年 - 494年）は、南朝斉の皇族。鄱陽王。字は宣韶。高帝蕭道成の七男。

## 経歴
蕭道成と陸修儀のあいだの子として生まれた。昇明3年（479年）、蕭道成が斉王となると、蕭鏘は開国県公に封じられた。同年（建元元年）、蕭道成が皇帝に即位すると、蕭鏘は鄱陽王に封じられた。建元4年（482年）、蕭賾が即位すると、蕭鏘は使持節・都督雍梁南北秦四州郢州之竟陵司州之隨郡諸軍事・北中郎将・寧蛮校尉・雍州刺史となった。永明2年（484年）、征虜将軍に進んだ。永明4年（486年）、左衛将軍の号を受け、侍中に転じ、歩兵校尉を兼ねた。永明7年（489年）、征虜将軍・丹陽尹となった。まもなく散騎常侍の位を加えられ、撫軍に進んだ。永明8年（490年）、江州刺史として出向した。永明9年（491年）、自ら王府と州の事務を総覧した。使持節・都督江州諸軍事・安南将軍の位を加えられ、佐史を置いた。2年間廃止されていた江州府を復活させた。永明11年（493年）、領軍将軍となった。武帝の信任を受け、その待遇は豫章王蕭嶷に次いだ。
隆昌元年（494年）、尚書右僕射に転じた。4月、侍中・驃騎将軍・開府儀同三司の位を受けた。蕭昭業の信任を受け、蕭昭業が西昌侯蕭鸞を疑うと、蕭鏘は蕭鸞を弁護して蕭昭業をなだめた。蕭昭業は蕭鸞を排除しようとして廃位されたが、蕭鏘はこれらの動きに関与しなかった。
同年（延興元年）8月、位は司徒に上った。このころ宣城公蕭鸞が東府に駐屯して権勢をふるっていたが、蕭鸞は蕭鏘の前ではいつもへりくだっていたため、蕭鏘は蕭鸞を信用していた。蕭鏘と意を通じた宮中の人々は、蕭鏘に兵を率いて宮中に入り輔政にあたるよう望んでいた。9月、制局監の謝粲は蕭鏘と隨郡王蕭子隆に兵を率いて宮中に入るよう勧めた。蕭子隆は早期の計画実行を求めたが、蕭鏘は時間をかけて思案して決行できなかった。数日後、蕭鸞が2000人を派遣して蕭鏘の邸宅を包囲し、蕭鏘を殺害した。謝粲・蕭子隆らもみな殺害された。

## 伝記資料
- 『南斉書』巻35 列伝第16
- 『南史』巻43 列伝第33